# James Tolkan
James Stewart Tolkan (Calumet, 20 giugno 1931) è un attore statunitense.
Tra i suoi ruoli più noti figurano quelli tra gli anni ottanta e i primi anni novanta nei film Wargames - Giochi di guerra, la trilogia di Ritorno al futuro, Top Gun, I dominatori dell'universo e Boxe.

## Filmografia parziale

### Cinema
- Un assassino per un testimone (Stiletto), regia di Bernard L. Kowalski (1969)
- Gli amici di Eddie Coyle (The Friends of Eddie Coyle), regia di Peter Yates (1973)
- Serpico, regia di Sidney Lumet (1973)
- Amore e guerra (Love and Death), regia di Woody Allen (1975)
- Amityville Horror (The Amityville Horror), regia di Stuart Rosenberg (1979)
- Il principe della città (Prince of the City), regia di Sidney Lumet (1981)
- Hanky Panky - Fuga per due (Hanky Panky), regia di Sidney Poitier (1982)
- Papà, sei una frana (Author! Author!), regia di Arthur Hiller (1982)
- Wargames - Giochi di guerra (WarGames), regia di John Badham (1983)
- L'uomo dei ghiacci (Iceman), regia di Fred Schepisi (1984)
- Il fiume dell'ira (The River), regia di Mark Rydell (1984)
- Ritorno al futuro (Back to the Future), regia di Robert Zemeckis (1985)
- Un poliziotto fuori di testa (Off Beat), regia di Michael Dinner (1986)
- Top Gun, regia di Tony Scott (1986)
- Pazzi da legare (Armed and Dangerous), regia di Mark L. Lester (1986)
- I dominatori dell'universo (Masters of the Universe), regia di Gary Goddard (1987)
- Accadde in paradiso (Made in Heaven), regia di Alan Rudolph (1987)
- Boxe (Split Decisions), regia di David Drury (1988)
- Ritorno al futuro - Parte II (Back to the Future Part II), regia di Robert Zemeckis (1989)
- Sono affari di famiglia (Family Business), regia di Sidney Lumet (1989)
- Ritorno al futuro - Parte III (Back to the Future Part III), regia di Robert Zemeckis (1990)
- Dick Tracy, regia di Warren Beatty (1990)
- L'auto più pazza del mondo (Driving Me Crazy), regia di Jon Turteltaub (1991)
- Piccola peste torna a far danni (Problem Child 2), regia di Brian Levant (1991)
- Underworld - Vendetta sotterranea (Underworld), regia di Roger Christian (1996)
- Heavens Fall, regia di Terry Green (2006)
- Bone Tomahawk, regia di S. Craig Zahler (2015)

### Televisione
- Miami Vice – serie TV, episodio 4x02 (1987)
- Gli strangolatori della collina (The Case of the Hillside Stranglers), regia di Steven Gethers – film TV (1989)
- Ultime dal cielo (Early Edition) – serie TV, episodio 1x06 (1996)
- Phil Spector, regia di David Mamet – film TV (2013)

## Doppiatori italiani
Nelle versioni in italiano delle opere in cui ha recitato, James Tolkan è stato doppiato da:
- Sergio Tedesco in Accadde in paradiso, Gli strangolatori della collina, Ritorno al futuro - Parte II, Cobra Investigazioni
- Pietro Biondi in Il principe della città, Papà, sei una frana, Leverage - Consulenze illegali
- Gianfranco Bellini in Ritorno al futuro, Sono affari di famiglia, Ritorno al futuro - Parte III
- Michele Gammino in Top Gun, I dominatori dell'universo
- Piero Tiberi ne Il fiume dell'ira
- Gianni Williams in Un poliziotto fuori di testa
- Giuliano Santi in Dossier Viper
- Vittorio Stagni in Dick Tracy
- Silvano Piccardi in Mai dire sì
- Mario Scarabelli ne I racconti della cripta
- Sergio Di Giulio in Jarod il camaleonte
- Renato Cortesi in Bone Tomahawk